# La Tour-du-Pin
La Tour-du-Pin es una comuna y población de Francia, situada en la región de Auvernia-Ródano-Alpes, departamento de Isère. Es la subprefectura del distrito y cabecera del cantón de su nombre.
Su gentilicio francés es Turripinois.

## Geografía
Situada junto al río Bourbre. Tiene estación de ferrocarril y acceso directo a la autopista A43 (salida 9), está muy próxima a la A48, y la atraviesa la N6.

## Demografía
| 4694 | 5649 | 6641 | 6913 | 6770 | 6553 | 7541 | 8164 | 8286 | 8123 |
| Para los censos de 1962 a 1999 la población legal corresponde a la población sin duplicidades (Fuente: INSEE [Consultar]) |      |      |      |      |      |      |      |      |      |